# José Vicente de Freitas
José Vicente de Freitas (Calheta, 22 gennaio 1869 – Lisbona, 6 settembre 1952) è stato un generale e politico portoghese, Primo ministro dal 18 aprile 1928 all'8 luglio 1929.
Per aver combattuto nelle Fiandre durante la prima guerra mondiale, ottenne la Gran Croce dell'Ordine della Torre e della Spada, la massima onorificenza portoghese.
Aderì al gruppo di colonnelli che diede vita al colpo di stato del 28 maggio 1926 con il quale si instaurò la dittatura militare in Portogallo. Fu ministro degli Interni, quindi, il 18 aprile 1928 con l'elezione a Presidente di Óscar Carmona, gli succedette nella carica di Primo ministro. Mantenne l'incarico fino all'8 luglio 1929. Successivamente fu promosso generale e ricoprì la carica di sindaco di Lisbona fino al 1933.

## Onorificenze

### Onorificenze straniere
| Controllo di autorità | VIAF (EN) 99889738 · ISNI (EN) 0000 0001 2213 8850 · LCCN (EN) n2011047106 |